# Omadeo
Omadeo este cel de-al doilea single de pe albumul „Pe aripi de vânt” al artistei Delia, single lansat pe 7 martie 2012. Piesa este o producție semnată Mym Constantin și Nick Kamarera. Single-ul s-a bucurat de succes în România și a intrat în prima jumătate a Romanian Top 100, top în care a stat peste 15 săptămâni.

## Lansare
Pentru prima dată, „Omadeo” este anunțat pe 3 martie printr-un teaser încărcat pe contul oficial de YouTube al Deliei. În premieră, single-ul este lansat oficial împreună cu videoclipul în mediul virtual pe un site de specialitate. În același timp, a fost organizat un eveniment de lansare ce a avut loc într-un pub din centrul vechi al capitalei.

## Videoclip
Videoclipul reprezintă o premieră pentru România, acesta este filmat și regizat chiar de artistă. Locația este una exotică, Maya Beach din Thailanda, filmările au avut loc în timpul vacanței Deliei.  În aceeași zi, videoclipul a fost încărcat pe contul oficial al casei de discuri Cat Music de pe site-ul YouTube unde a strâns peste 3.000.000 de vizualizări, dar și pe contul personal al artistei.

## Performanța în topuri
„Omadeo” debutează la trei săptămâni de la lansare în Romanian Top 100 pe locul 71. Single-ul ajunge până în jumătatea superioară a topului ocupând poziția 43.

## Topuri
| Grafic                     | Poziția |
| -------------------------- | ------- |
| România (Romanian Top 100) | 43      |

## Lansări
| Țara    | Data           | Format           | Casă discuri |
| ------- | -------------- | ---------------- | ------------ |
| România | 02 martie 2012 | Digital Download | Cat Music    |